# Hilario López
Pour les articles homonymes, voir López.
Hilario López García (né le 18 novembre 1907 et mort le 23 janvier 1987) était un footballeur international mexicain qui joua la première coupe du monde de football disputée en Uruguay.

## Biographie
Il est l'un des 17 joueurs sélectionnés par Juan Luque de Serralonga qui participent à la coupe du monde 1930 en Uruguay.
Le Mexique s'arrête au 1er tour et joue seulement trois matchs, contre la France (premier match de l'histoire de la coupe du monde), le Chili et l'Argentine dans le groupe A.